# Li Trimbleu
Le Li Trimbleu est un train touristique ayant circulé du milieu des années 1970 à 1991, sur l'ancienne ligne vicinale 466A, sur le territoire de la commune de Dalhem, entre Blegny-Mine (Trembleur) et Mortroux, dans la province de Liège en Belgique.
Le nom Trimbleu est celui du village de Trembleur en patois local. Il fut choisi pour sa proximité avec l'expression "train bleu", couleur retenue pour le matériel roulant utilisé.

## Histoire
La ligne 466A fut la première ligne vicinale rurale de la province de Liège, et fut inaugurée par tronçons à partir de 1898. En 1906, le site de la mine de Blegny est atteint. En 1908, la ligne fut prolongée jusqu'à Fourons-le-Comte, avec un embranchement en gare de Warsage, notamment pour le transfert de la production minière.
Le service passagers reprend après la Seconde Guerre mondiale, mais il sera rapidement transféré à la route (autobus de substitution) en 1945. L'important trafic de charbon justifie toutefois le maintien de la ligne depuis entre concession minière "Argenteau" à Blégny - Trembleur et la gare de Warsage. Bien que la voie dispose d'un écartement métrique, des wagons à voie normale étaient transportés sur des "trucks", évitant ainsi de devoir transborder leur chargement entre les deux écartements de voie.
En octobre 1960, la SNCV met toutefois fin à l'exploitation de cette ligne. Celle-ci est reprise par la société exploitant la mine, à l'aide d'un autorail tracteur de la SNCV et de plusieurs locotracteurs acquis par ailleurs.
À partir des années 1970, un service touristique est instauré sur les voies du raccordement minier. 
À la fermeture de la mine en 1980 (dernier puits actif en région liégeoise), les autorités locales souhaitent utiliser le site à des fins muséologiques et le train touristique est intégré à ce projet. L'exploitation est toutefois limitée au trajet Mortroux - Blegny afin d'éviter la traversée du pont sur la Berwinne en chaussée de la N627 qui est assez accidentogène.

## Accident et fin de l'exploitation
Le 5 octobre 1991, le convoi assurant le train touristique se met en mouvement alors que son conducteur, dont l'enquête montrera qu'il ne disposait pas des compétences requises pour assurer la sécurité du convoi, avait quitté son poste de conduite. Il déraille après avoir dévalé un tronçon en pente, faisant 7 victimes et 11 blessés parmi les 117 occupants du convoi. L'enquête démontrera également un mauvais état général de l'infrastructure. L'exploitation du train touristique ne reprendra pas à la suite de cet accident, alors que la mine reste une attraction fréquentée.

## La collection
Li Trimbleu disposait, entre autres, d'un Autorail tracteur repris à la SNCV, de deux locotracteurs  Deutz, d'un autre (Ruhrtaler) déjà utilisés pour l'exploitation à l'usage de la mine. L'association à ensuite acquis du matériel roulant déclassé, notamment des remorques de tram de type "Standard" et "Cureghem" libérées par la fermeture d'autres lignes. Le fait que ces remorques disposent d'un système de freinage à pression négative alors que les locotracteurs ont un mécanisme différent, et qu'il fallait donc pouvoir utiliser les deux à bon escient, à contribué à la séquence d'événements ayant mené à l'accident.
Une bonne partie du matériel roulant a été cédé par la suite à d'autres réseaux touristiques. Quelques engins étant présentés, statiques, dans l'enceinte de la mine.
Les listes suivantes ne sont pas exhaustives et devront être complétées ou actualisées au fil du temps (dernière actualisation en janvier 2024) :

### Locomotives à vapeur
| Matricule    | Constructeur et date                    | État actuel                   | Origine et informations techniques | Photo |
| ------------ | --------------------------------------- | ----------------------------- | --- | ----- |
| SNCV HL.303  | Ateliers Métallurgiques de Tubize, 1888 | Opérationnelle (depuis 2018). | - Locomotive à vapeur Vicinal de type 7 (030T) à voie métrique. - 7 m, 24 t (29 t en ordre de marche), vitesse maximum : 30 km/h (300cv). - Timbre chaudière : 12,5 kg/cm². - Capacité de la soute à charbon : 965 kg. - Capacité de la soute à eau : 2 600 L (2,6 m3). - Achetée par "l'AMUTRA" pour le Musée du Tramway de Schepdael le 13 décembre 1965, elle est ensuite exposée sur le site de Blegny-Mine puis elle à rejoint la collection de l'ASVi. - Elle à subie une restauration complète entre juin 2015 et juillet 2018 par les ateliers de la CITEV (France). | HL303 |
| SNCV HL.634  | Franco-Belge, 1912                      | Hors service (exposée).       | - Locomotive à vapeur Vicinal de type 7 (030T) à voie métrique. - 7 m, 24 t (29 t en ordre de marche), vitesse maximum : 30 km/h (300cv). - Timbre chaudière : 12,5 kg/cm². - Capacité de la soute à charbon : 965 kg. - Capacité de la soute à eau : 2 600 L (2,6 m3). - Elle est conservée comme monument dans la remise de la Mine de Blegny. |       |
| SNCV HL.1075 | Grand-Hornu (Mons), 1920                | Hors service (exposée).       | - Locomotive à vapeur Vicinal de type 18 (030T) à voie métrique. - 6,4 m, 18 t (22 t en ordre de marche), vitesse maximum : 30 km/h. - Timbre chaudière : 12,4 kg/cm². - Capacité de la soute à charbon : 520 kg. - Capacité de la soute à eau : 2 000 L (2 m3). - A rejoint la collection du TTA. |       |

### Locotracteurs diesel
- Le locotracteur diesel LLD de 1951 est conservé en monument devant la Mine de Blegny.
- Le locotracteur diesel "V15" (Ruhrthaler - 1959) acheté en 1967 aux Herforder Kleinbahnen fut cédé en 1997 au Chemin de Fer de la baie de Somme (qui le revendit par la suite à une société de travaux ferroviaires en Espagne).
- Les locotracteurs Deutz no 56115 & no 56116 de 1955. Ils furent cédés au Train du Bas-Berry (France).

### Autorail diesel
| Matricule  | Constructeur et date            | État actuel  | Origine et informations techniques | Photo |
| ---------- | ------------------------------- | ------------ | --- | ----- |
| SNCV AR.86 | SNCV Brabant (à Cureghem), 1934 | Opérationnel | - Autorail de type AR classique. - 00 m, 00 t, vitesse maximum : 60 km/h (160cv). - Capacité de réservoir à gazole : 000 L (0 m3). - À rejoint la collection de l'ASVi. | AR.86 |

### Voitures à voyageurs
- Le "Li Trimbleu" a compté 6 voitures à quatre essieux, L'une d'entre elles (numérotée 19418) a été récupérée par le Musée des Transports Urbains de Bruxelles - MTUB, la 19391 est partie aux Pays-Bas. La destination des autres est incertaine.